# 에른스트 기데온 폰 라우돈 남작
에른스트 기데온 폰 라우돈 남작(독일어: Ernst Gideon Freiherr von Laudon(원래는 Laudohn 혹은 Loudon) (1717년 2월 2일 투첸(Tootzen); 지금의 라트비아) ~ 1790년 7월 14일 노비이친(Nový Jičín);지금의 체코 공화국)은 오스트리아의 육군 원수이다. 그의 스승인 수보로프에 의하면 18세기 가장 성공한 지휘관 중 한 명이라고 극찬했다. 그는 1789년 베오그라드를 점령한 이후 죽을 때까지 코카 안델코빅(Koča Anđelković)의 레지스탕스 전사들과 함께 협동하였고, 세르비아 왕국의 군사 장관의 위치로써 근무하였다.

## 배경 및 초기 경력
라우돈 가문은 스코틀랜드 태생의 독일, 라트갈레인계가 섞인 가계로 1432년 이전에 동 라트비아의 라우도나(Ļaudona)근처 투첸(Tootzen)에 영지를 가지고 살고 있었다. 그의 아버지 오토 게른하르트 폰 라우돈(Otto Gerhard von Laudohn)은 스웨덴 군대에서 중령으로 복무하다 은퇴하여 연금을 받았고, 1732년 라우돈을 러시아군 사관후보생으로 보냈다. 라우돈은 1734년 그단스크의 공성전에서 육군 원수 뮌니히(Munnich's)를 도왔고, 1735년 라인에서의 러시아 군단의 행군과 투르크 전역에 참가했다.
1741년 자신의 장래에 대한 불만과 함께 군에서 사임하고, 다른 곳에서 군사에 관련되어 고용 받기 위해 찾아 다녔다. 라우돈은 처음엔 프리드리히 대왕에게 고용 받으려 했으나 대왕은 그를 거절했다. 오히려 빈에서 그는 트렌크(Trenck)의 자유 군단의 지휘관으로 고용되는 더 좋은 행운을 얻게 되었다. 알자스에서 부상을 입고 포로가 될 때까지 그는 자신이 맡은 임무인 행진 중 잔혹행위와 약탈을 수행했다. 얼마 안가 풀려난 라우돈은 주요 오스트리아 군으로 전보하게 되었다.

## 7년 전쟁

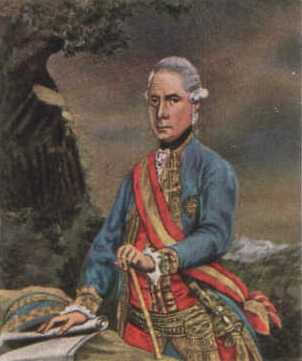
육군 원수 라우돈 초상화

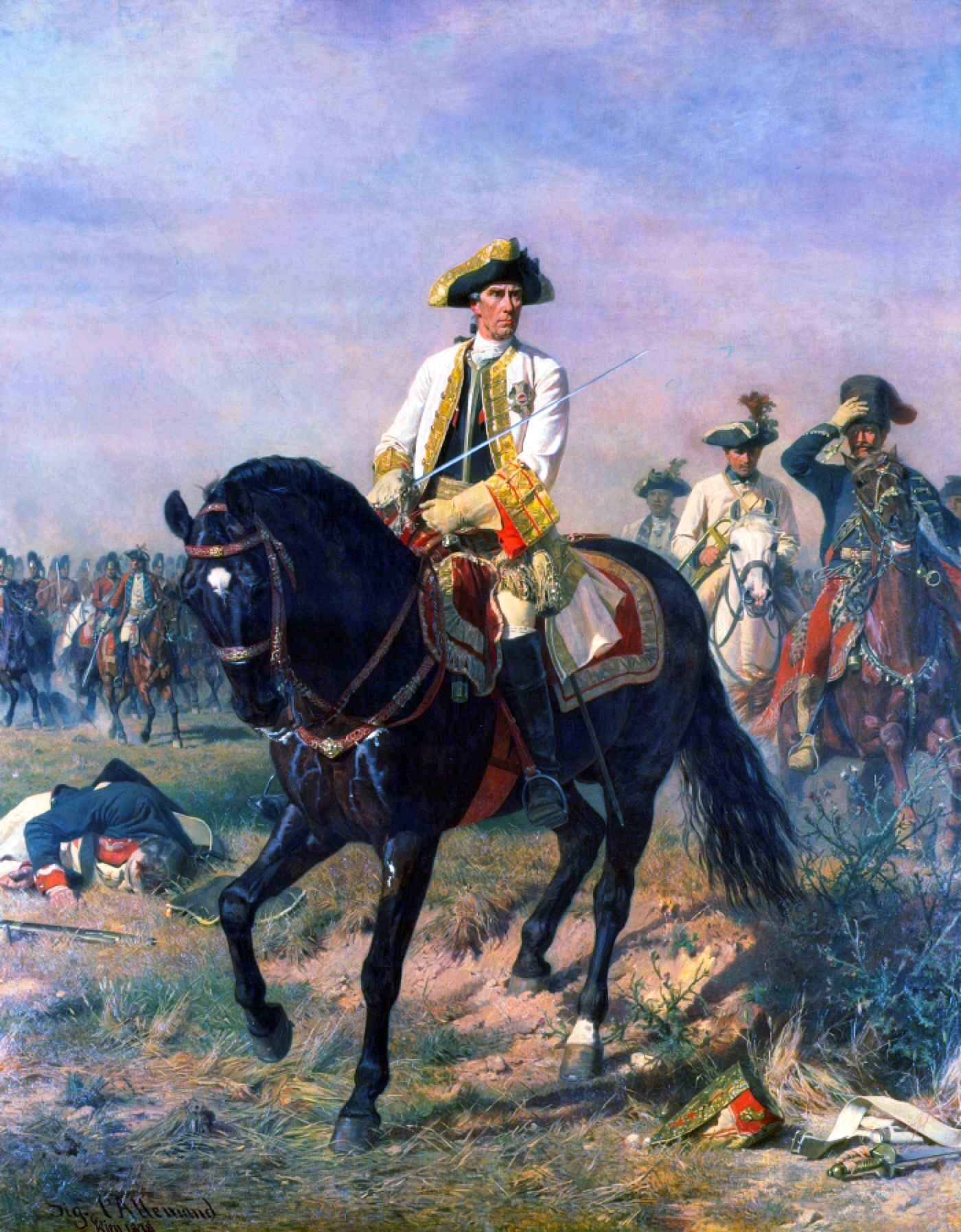
쿠너스도르프 전투의 전장에서 라우돈의 모습.(빈 군사사 박물관).

1745년 슐레지엔 산맥에서 트렌크의 지휘하에 묵묵히 근무하며 경장부대를 이끌고 전역에서 눈부신 활약을 보였다. 라우돈은 또한 수어에 참전했다. 비정규군에 있을 때 동료들이 보인 무법적인 성향을 혐오한 그는 그 때문에 잠시 은퇴를 고려했지만, 오랜 기다림 끝에 정규 업무로는 부족하지만 그에게 국경 연대 중 한곳의 지휘관으로 마지막에 임명되어 카를로바츠 지구에서 반-행정업무를 맡아 반-군사로서 10년을 보내게 되었다. 부닉(Bunić)이란 장소에는 그가 세운 교회와 공장, 오크(oak) 숲들이 현재 그의 이름으로 불리고 있다. 7년 전쟁이 발발하자 라우돈은 중령 계급으로 불림을 받아 다시 전장에 나서게 되었다. 이때부터 그는 군인으로서 명성을 떨치게 되었다. 곧 대령으로 승진했고, 뛰어난 활약을 계속해 1757년 Generalfeldwachtmeister(기병대의 소장)이 되었고, 최근에 제정된 마리아 테레지아 훈장을 수여받게 되었다.
1758년 전역에서 총사령관의 지시에 따라 행동한 그에게 첫 기회가 찾아왔다. 그의 활약에 의해 프리드리히 대왕은 올로모우츠의 공성전을 어쩔 수 없이 포기하고, 보헤미아로 퇴각하고 말았다(돔마소프 전투, 6월 30일). 그는 호크키르히의 전역에서 지휘에 도전하여 뛰어난 활약을 보이며, 중급 육군 원수(lieutenant-field-marshal)의 지위에 오르는 보상을 받았다. 라우돈은 마리아 테레지아와 그녀의 남편 프란츠 1세에게서 신성로마제국의 귀족이자 오스트리아 귀족인 프라이헤르(Freiherr)를 수여 받았다. 또한 더 나아가 보헤미아의 쿠트나호라 근처 소유지를 보유한 마리아 테레지아는 대 십자가 훈장과 함께 그에게 소유지를 선물로 주었다.

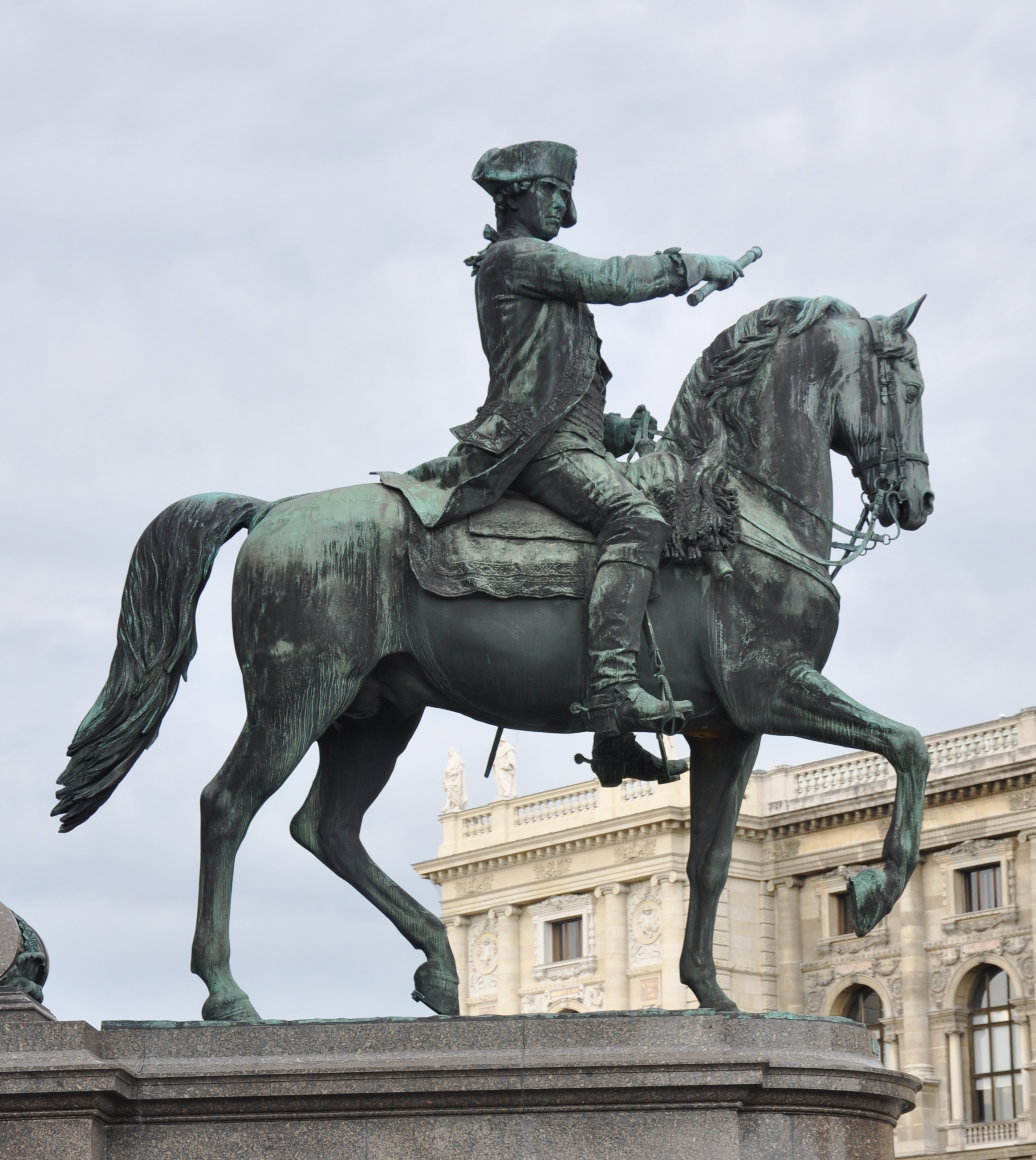
마리아 테레지아광장에 있는 에른스트 기데온 폰 라우돈의 기마상

라우돈은 러시아의 명령을 받는 조건으로 연합하는 오스트리아군 지휘관이 되어 쿠너스도르프에 참전해 표트르 살티코프(Pyotr Saltykov) 지휘 하에서 연합한 러시아-오스트리아는 프로이센에게 대승리를 거뒀다. 그 결과 라우돈은 Feldzeugmeister으로 승진하면서 보헤미아, 모라비아와 실레지아의 총사령관이 되었다. 1760년 그는 란츠후트와 그라츠의 중요한 요새를 급습해 푸케(Fouqué) 지휘하의 프리드리히 군의 군단을 격파했다. 1760년 그는 리그니츠 전투(1760년 8월 5일)에서 거꾸로 프리드리히 손에 패배했는데, 이후 라우돈이 주장하길 자신의 군대를 지원하지 않고 가만히 있던 주요 군대의 지휘관 다운과 라시(Lacy)의 행동에 대한 고통스런 논쟁에 들어가게 되었다.
1761년 그는 행동을 재개해 평소처럼 실레지아에서 그의 러시아 동맹과 함께 쿠너스도르프 이후 소심해져 분첼비츠(Bunzelwitz)의 프리드리히의 참호로 에워쌓여진 진지를 발견하고, 그걸 상대로 모든 시도를 해보았으나 실패했다. 1761년 9월 30일/10월 1일 밤에 있었던 슈바이드니츠(Schweidnitz) 급습은 찬란한 공적에 비해 그의 하나의 덧없는 호기였다. 그의 지칠 줄 모르는 행동은 전쟁이 끝난 뒤에도 이어져 다운과 라시의 임시변통적인 전략과는 눈에 띄게 달랐다.
7년 전쟁의 이후 전역을 공부한다면 아마 다운을 나타내기 위해서는 더 많은 침략력(aggressiveness)이 필요하다는 것을 인정할 것이다. 그리고 라우돈이란 천재와 한 쌍을 이루는 것을 경계할 것이다. 하지만 이것을 인정하지 않는다면 오스트리아 군에서 이들을 가리켜 부르는 "파비우스"와 "마르켈루스" 사이에서 끊임없이 이어진 충돌은 전쟁이 끝나는 마지막 3년 동안 계속되었다.

## 이후 경력

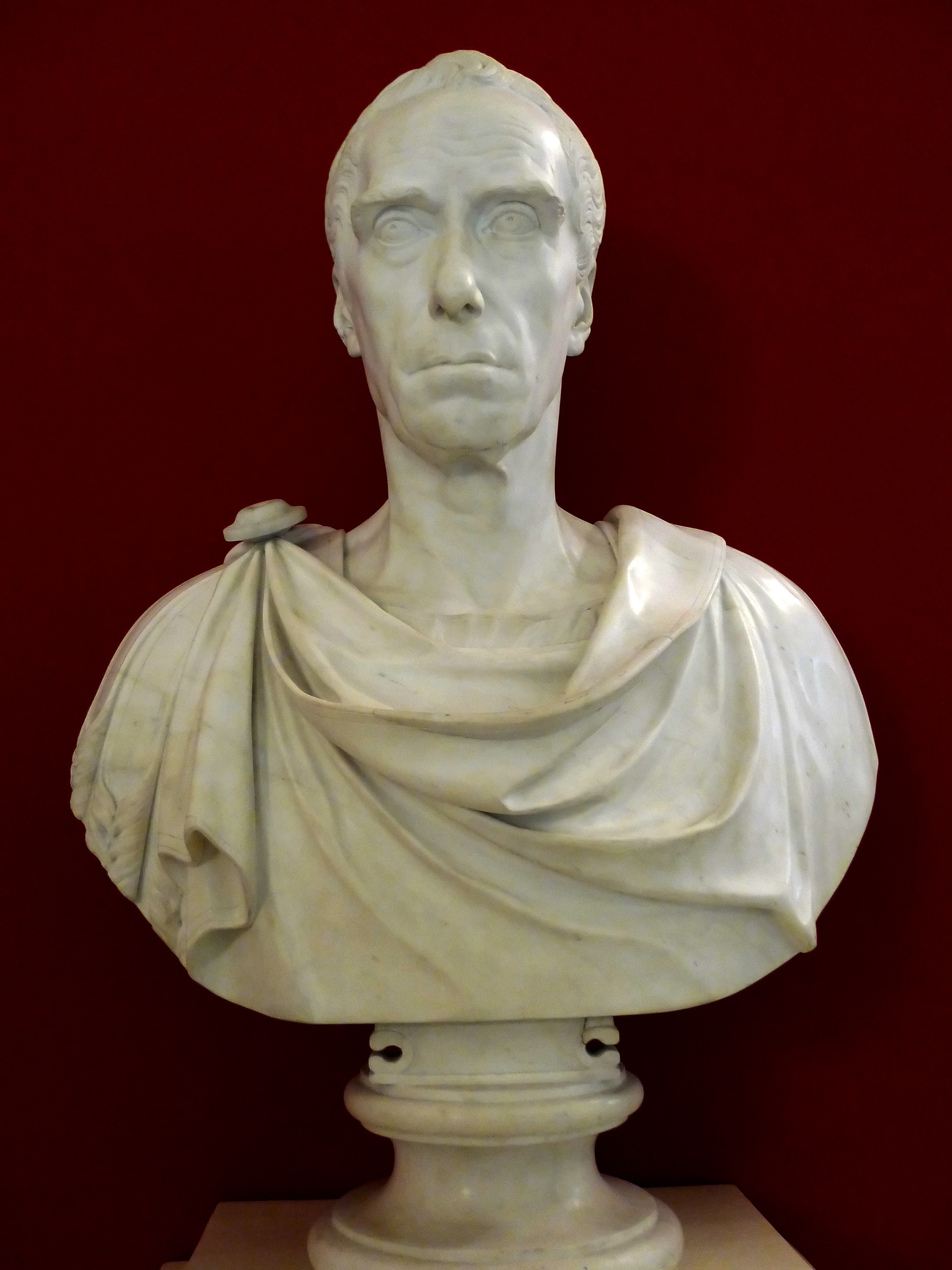
라우돈의 대리석 흉상 Giuseppe Ceracchi작품.

평화가 찾아온 후, 다운은 사실상 군의 총사령관이 되었고, 그러므로 라우돈은 배경으로 내려가고 말았다. 프리드리히 대제로부터 제안을 받게 되었는데, 라우돈에게 자신이 있는 곳으로 옮겨 근무하도록 설득했다. 라우돈은 제안을 거절했지만 비록 몇 년의 시간을 보내고 교섭 끝에 전쟁평의회의 의장인 다운으로부터 직위를 물려받은 라시로부터 보병의 감시총감에 임명되었다. 그렇지만 라우돈과 라시 사이에서 의견충돌은 계속되었고, 그의 라이벌과 친밀한 관계였던 요제프 2세가 왕위를 계승하자 라우돈은 쿠트나호라 근처 자신의 영지로 은퇴했다.
마리아 테레지아와 카우니츠(Kaunitz)는 그를 다시 불러 1769년 보헤미아와 모라비아의 총사령관에 임명했다. 라우돈은 그 직위에서 3년을 보냈고, 시간이 지나자 심사숙고 끝에 직무에서 은퇴하기로 결정하고 자신의 영지로 다시 돌아갔다. 마리아 테레지아는 한번 더 그에게 군에 남아있으라고 설득하고, 보헤미아에서 농지 분쟁 때문에 가격이 떨어진 그의 영지를 1776년 그녀는 후한 조건으로 그에게서 다시 되샀다. 라우돈은 빈 근처 하데르스도르프(Hadersdorf)에 정착했고, 얼마 안 있어 육군 원수가 되었다. 칼라일의 기록에 의하면 1776년 프리드리히 대왕과 라우돈이 만났고, 황제가 참석한 자리에서 "Herr Feldmarschall"(안녕 원수님)이라고 일부러 인사말을 그에게 건넸다고 하는데, 그러나 이 단서는 1778년 2월까지 알려지지 않았다.
1778년 바이에른 계승 전쟁이 일어났다. 요제프와 라시는 당장에 라우돈과 화해하고 라우돈과 라시가 지휘하는 2개의 군대가 전장에 나갔다. 이것은 특별한 일인데, 라우돈이 보기엔 라시가 프리드리히 군대에 대항해 새로운 영예를 얻을 동안에 그의 명성이 예전에 비해 보다 아래로 떨어졌음을 알 수 있었다.
2년이 지난 후 라우돈은 하데르스도르프에서 조용히 살고 있었다. 새로운 전쟁이 투르크에 의해 1787년(보기 오스트리아-투르크 전쟁 (1787년-1791년)에 시작되었는데, 전쟁의 상황이 매우 나빠지자 장군의 교체가 제기되었다. 이리하여 라우돈이 불러져 그의 마지막 시간을 전장에서 보내게 되었다. 비록 나이가 많고 건강이 나빴음에도 그는 이름에 걸맞게 능숙하게 총사령관을 맡아 1789년 3주 만에 베오그라드를 점령해 그의 마지막 찬란한 성공을 거뒀다.
그는 다음해 조용히 의무를 다하고 모라비아의 노비이친에서 죽었다. 그가 마지막에 임명된 것은 오스트리아군 총사령관직인데, 새로운 황제 레오폴트가 그에게 하사한 것이다. 라우돈은 하데르스도르프의 땅에 묻혔다. 그가 죽기 8년 전 황제 요제프에 의해 전쟁 평의회 회의실에는 이 위대한 군인의 대리석 흉상이 조각되어 전시되었다.
그의 아들 요한 루트비히 알렉시스 프레이헤르 폰 라우돈(Johann Ludwig Alexius Freiherr von Laudon, 1762-1822)은 혁명기와 나폴레옹 전쟁에서 싸워 명예를 얻어 중-육군원수(lieutenant-field-marshal)의 지위까지 올랐다.

## 참조
- 본 문서에는 현재 퍼블릭 도메인에 속한 브리태니커 백과사전 제11판의 내용을 기초로 작성된 내용이 포함되어 있습니다.
- http://www.findagrave.com/cgi-bin/fg.cgi?page=gr&GRid=23550091 - Laudon's grave near Vienna